# Communauté de communes du Tardenois
Die Communauté de communes du Tardenois war ein französischer Gemeindeverband mit der Rechtsform einer Communauté de communes im Département Aisne in der Region Hauts-de-France. Sie wurde am 23. Dezember 1996 gegründet und umfasste 20 Gemeinden. Der Verwaltungssitz befand sich im Ort Fère-en-Tardenois.

## Historische Entwicklung
Am 1. Januar 2017 wurde der Gemeindeverband mit der Communauté de communes du Canton de Condé-en-Brie, der Communauté de communes de la Région de Château-Thierry und 21 von 33 Gemeinden der Communauté de communes de l’Ourcq et du Clignon zur neuen Communauté d’agglomération de la Région de Château-Thierry zusammengeschlossen.

## Ehemalige Mitgliedsgemeinden
| - Beuvardes - Bruyères-sur-Fère - Cierges - Coulonges-Cohan - Courmont - Dravegny - Fère-en-Tardenois - Fresnes-en-Tardenois - Goussancourt - Le Charmel | - Loupeigne - Mareuil-en-Dôle - Nanteuil-Notre-Dame - Ronchères - Saponay - Sergy - Seringes-et-Nesles - Vézilly - Villers-Agron-Aiguizy - Villers-sur-Fère |

## Quelle
1. ↑  Préfecture de l'Aisne: Arrêté no. 2016-1080 en date du 15 décembre 2016 portant fusion de la communauté de communes de la Région de Château-Thierry, de la communauté de communes du Tardenois, de la communauté de communes du canton de Condé-en-Brie avec extension aux communes d’Armentières-sur-Ourcq, Bonnesvalyn, Brumetz, Bussiares, Chézy-en-Orxois, Courchamps, Gandelu, Grisolles, Hautevesnes, La Croix-sur-Ourcq, Latilly, Licy-Clignon, Monthiers, Montigny-l'Allier, Neuilly-Saint-Front, Priez, Rozet-Saint-Albin, Saint-Gengoulph, Sommelans, Torcy-en-Valois et Vichel-Nanteuil - Recueil des actes administratifs de la préfecture de l'Aisne du mois de décembre 2016 - Partie 2. (Pdf) 22. Dezember 2016, abgerufen am 10. November 2017 (französisch).